# Hayri Pinarci
Hayri Pinarci (Boğazlıyan, 10 januari 1991) is een voormalig Nederlandse profvoetballer van Turkse afkomst die als middenvelder speelde.
Pinarci speelde in de jeugd bij NSC, Sparta Nijkerk en Vitesse.
Op 14 augustus 2010 maakte hij zijn Eredivisie debuut als invaller bij het eerste elftal van Vitesse in de uitwedstrijd tegen Ajax.
Hij werd eerst verhuurd en stapte daarna definitief over naar AGOVV Apeldoorn. Na het faillissement van die club in januari 2013 ging hij naar SV Spakenburg. Sinds het seizoen 2015/2016 speelt hij bij DVS '33 Ermelo. In 2017 ging hij naar SteDoCo .

## Statistieken
| Seizoen | Club              | Wedstrijden | Goals | Competitie     |
| ------- | ----------------- | ----------- | ----- | -------------- |
| 2010/11 | Vitesse           | 2           | 0     | Eredivisie     |
| 2011/12 | Vitesse           | 0           | 0     | Eredivisie     |
| 2011/12 | → AGOVV Apeldoorn | 18          | 1     | Eerste divisie |
| 2012/13 | AGOVV Apeldoorn   | 18          | 2     | Eerste divisie |
| TOTAAL  |                   | 38          | 3     |                |

Bijgewerkt t/m 15 maart 2014